# Sénat de Berlin
Le Sénat de Berlin (en allemand : Senat von Berlin) est le gouvernement régional de la cité-État (Land) de Berlin, capitale de l'Allemagne. Il regroupe l'ensemble des sénateurs pour la conduite des affaires régionales. Le Sénat est dirigé par le bourgmestre-gouverneur de Berlin, qui choisit les autres membres du gouvernement. D'après la Constitution de Berlin, il est responsable devant la Chambre des députés pour le parlement régional.
La chancellerie du Sénat siège au Rotes Rathaus, l'hôtel de ville de Berlin situé dans le quartier de Mitte. L'actuel gouvernement est le Sénat Wegner, en fonction depuis le 27 avril 2023.

## Composition
En vertu de la Constitution de Berlin, le Sénat comprend actuellement le bourgmestre-gouverneur (Regierender Bürgermeister) au rang de ministre-président et dix sénateurs. Le Sénat dispose du pouvoir réglementaire et détient le pouvoir exécutif. Le bourgmestre-gouverneur dispose de deux adjoints (Bürgermeister), qui occupent également le poste des sénateurs. 
L'administration du Sénat est représentée par les dix sénateurs ayant chacun un domaine de responsabilité :
- Culture et Cohésion sociale ;
- Développement urbain, Construction et Logement ;
- Économie, Énergie et Entreprises publiques ;
- Éducation, Jeunesse et Famille ;
- Mobilité, Transports, Climat et Environnement ;
- Finances ;
- Travail, Affaires sociales, Égalité, Intégration, Diversité et Contre-discrimination ;
- Intérieur et Sports ;
- Justice et Consommateurs ;
- Science, Santé et Soins.

## Désignation
Le bourgmestre-gouverneur est élu à la majorité des voix exprimées par la Chambre des députés (Abgeordnetenhaus). 
Élus individuellement par la Chambre des députés jusqu'à la réforme constitutionnelle de 2006, les sénateurs sont depuis nommés et révoqués par le bourgmestre-gouverneur. 

## Le Sénat actuel
Depuis les élections régionales de 2021 à Berlin, le Sénat est reconduit à la tête d'une coalition rouge-rouge-verte entre le Parti social-démocrate (SPD), la Linke et les Verts dirigé par la bourgmestre-gouverneure Franziska Giffey (SPD).
En 2023, elle a été remplacée par Kai Wegner, de l'Union chrétienne-démocrate d'Allemagne (CDU), dans le cadre d'une coalition avec le SPD.